# Program „Uczenie się przez całe życie”
Program „Uczenie się przez całe życie” (ang. Lifelong Learning Programme, LLP) – program edukacyjny uruchomiony przez Komisję Europejską w 2007 r. jako kontynuacja programu Socrates II. LLP przewidziany został do realizacji w latach 2007–2013. Miał na celu jeszcze większe wzmocnienie współpracy pomiędzy krajami Unii Europejskiej oraz wspieranie wymiany studentów i nauczycieli z krajów członkowskich. Narodową Agencją programu LLP w Polsce była Fundacja Rozwoju Systemu Edukacji.
Cele programu:
- powiększenie osobistych doświadczeń nauczanych o wiedzę na temat innych krajów Europy
- rozwijanie poczucia jedności z Europą
- wspomaganie procesów przystosowania się do nowych warunków społecznych i ekonomicznych w perspektywie zjednoczonej Europy
- szanowanie odmienności kulturowej, wyznaniowej, społecznej, narodowościowej itd.
- promocję kreatywności, konkurencyjności, szans na zatrudnienie oraz rozwoju przedsiębiorczości,
- przyczynienie się do zwiększonego uczestnictwa w programie przez dzieci, młodzież, nauczycieli i kadrę edukacyjną oraz osoby ze specjalnymi potrzebami edukacyjnymi i grupy upośledzone ze względów socjalno-ekonomicznych,
- promowanie nauki języków obcych i różnorodności językowej na wszystkich poziomach nauczania,
- wspieranie rozwoju innowacyjności korzystania z nowoczesnych technologii komunikacyjnych,
- zrozumienie i szacunek dla praw człowieka, demokracji oraz zachęcanie do tolerancji i szacunku do innych ludzi i kultur.

W skład pakietu LLP wchodziły:
- program Comenius
- program Erasmus
- program Grundtvig
- program Leonardo da Vinci
- program Jean Monnet

W programie i pakietach LLP uczestniczyło 27 krajów członkowskich Unii Europejskiej: Austria, Belgia, Bułgaria, Czechy, Cypr, Dania, Estonia, Finlandia, Francja, Grecja, Hiszpania, Holandia, Irlandia, Litwa, Luksemburg, Łotwa, Malta, Niemcy, Polska, Portugalia, Rumunia, Słowacja, Słowenia, Szwecja, Węgry, Włochy, Wielka Brytania i kraje EFTA: Islandia, Liechtenstein, Norwegia oraz kraj kandydujący do członkostwa w UE: Turcja.